# Taddeo Luigi dal Verme

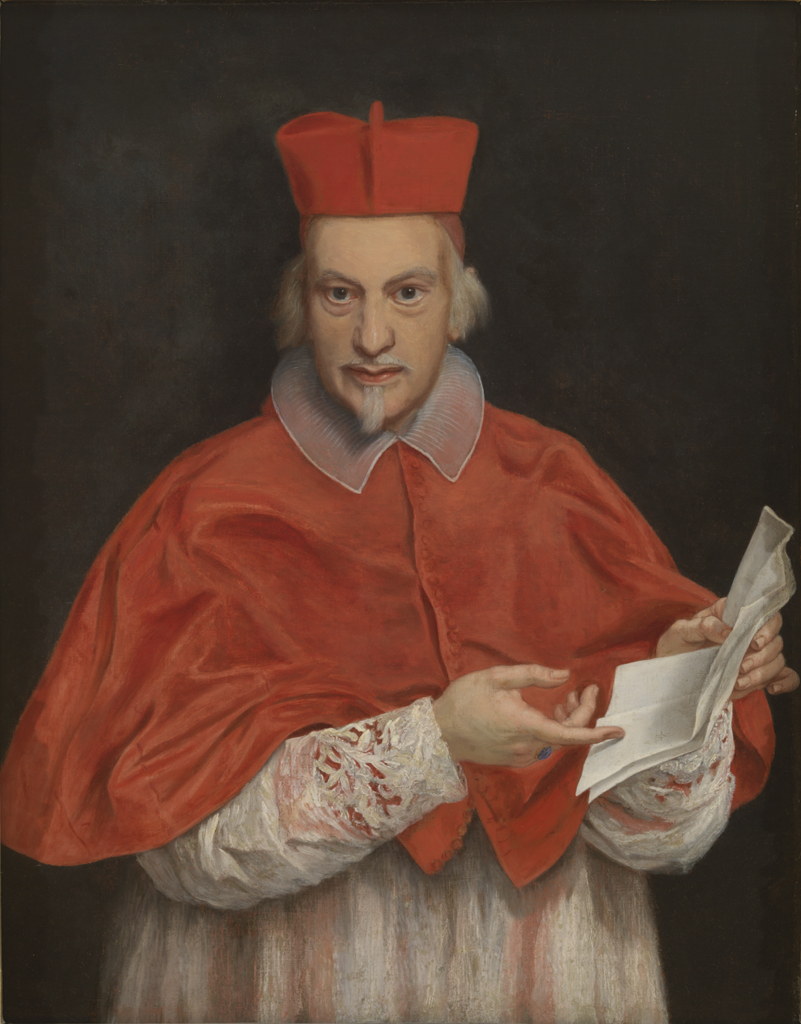
Taddeo Luigi Kardinal Dal Verme (Porträt von Giovanni Battista Gaulli, 1700)

Taddeo Luigi Dal Verme (* 16. Februar 1641 in Piacenza; † 12. Januar 1717 in Ferrara) war ein italienischer katholischer Kardinal und Bischof.

Kardinalswappen (schematische Darstellung)

## Biografie
Taddeo wurde am 16. Februar 1641 in Piacenza geboren und am folgenden Tag getauft. Er war der Sohn von Giovanni Maria Dal Verme, Graf von Sanguinetto, und Ottavia Meli-Lupi di Soragna, Marchesa von Soragna. Er war auch der Neffe von Kardinal Savio Mellini und mit den Kardinälen Girolamo Farnese und Mario Alberizzi verwandt.
Bereits mit 9 Jahren, im Jahr 1650, hat er mit der Absicht Priester zu werden die Tonsur erhalten und 1664 auf das Erstgeburtsrecht verzichtet. Im selben Jahr ging er nach Rom und begleitete den Apostolischen Nuntius Mario Alberizzi als Sekretär nach Wien. Nachdem er die Universität La Sapienza in Rom besucht hatte, wurde er hier am 26. Januar 1688 zum in utroque iure promoviert.
Nach der Priesterweihe wurde Dal Verme Präfekt des Bischofspalastes von Fano. Obwohl er die vom Herzog von Parma wiederholt vorgeschlagene Beförderung auf den Bischofssitz dieser Stadt mehrmals abgelehnt hatte, wurde er von Papst Innozenz XI. am 20. Dezember 1688 verpflichtet diesen Bischofssitz in Besitz zu nehmen.
Am 12. Dezember 1695 wurde dal Verme als im Konsistorium zur Kardinalswürde erhoben. Das Kardinalat erhielt er mit besonderer Dispens, da er einen Onkel im Heiligen Kardinalskollegium hatte. Am 2. Januar 1696 empfing er den Purpur und als Kardinalpriester die Titelkirche Sant’Alessio. Ab diesem Datum wurde er auf dem Bischofssitz von Imola versetzt. Er nahm am Konklave von 1700 teil, in dem Papst Clemens XI. gewählt wurde.
Am 14. März 1702 wurde der Kardinal zum Erzbischof von Ferrara befördert.
Taddeo Luigi dal Verme starb am 12. Januar 1717 in der Stadt. Nach der öffentlichen Aufbahrung in der Kathedrale von Ferrara erfolgte die Bestattung bei den anderen Bischöfen dieses Sitzes.